# Вяйке-Ракке (Елва)
Вя́йке-Ра́кке (ест. Väike-Rakke küla) — село в Естонії, у волості Елва повіту Тартумаа.

## Населення
Чисельність населення на 31 грудня 2011 року становила 99 осіб.

## Географія
Через населений пункт проходить автошлях 92 (Тарту — Вільянді — Кілінґі-Нимме).
Село лежить на північно-східному березі Виртс'ярв, найбільшого внутрішнього озера Естонії.

## Історія
До 24 жовтня 2017 року село входило до складу волості Ранну.